# Servigny
Servigny és un municipi delegat francès, situat al departament de la Manche i a la regió de Normandia, des del 2019 va ser integrat en el municipi nou de Gouville-sur-Mer. L'any 2017 tenia 200 habitants. El nom prové d'un antropònim romà Servanus i el sufix gal -acum.

## Demografia
El 2007 hi havia 219 habitants, 92 habitatges i 76 famílies.

## Economia
El 2007 la població en edat de treballar era de 148 persones. Hi havia unes empreses i serveis de proximitat: una fleca, dues empreses de construcció i una de transport, L'any 2000 hi havia 17 explotacions agrícoles que conreaven un total de 340 hectàrees.